# 熊允懋
熊允懋（1474年—？），字士勉，四川成都府資陽縣人，軍籍，明朝政治人物。

## 生平
四川鄉試第四十六名舉人。正德六年（1511年）中式辛未科會試第二百五十六名，登第三甲第一百七十九名進士。十四年五月实授南京廣東道御史，世宗继位，十六年十二月与吏部尚書喬宇等連名具奏興王朱祐杬不宜稱皇号，巡按貴州。嘉靖二年（1523年）二月出为湖廣按察司僉事。

## 家族
曾祖熊得真；祖父熊志翰；父熊崧，母秦氏。具慶下。